# Paul Camille von Denis

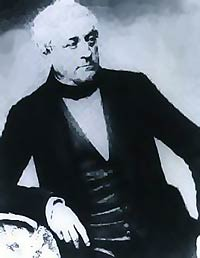
Paul Camille von Denis

Paul Camille Denis, seit 1852 Ritter von Denis (* 26. Juni 1795 auf Schloss Les Salles bei Montier-en-Der, Département Haute-Marne; † 3. September 1872 in Dürkheim), war einer der führenden Ingenieure in der Frühzeit der Eisenbahn in Deutschland und Teilnehmer am Hambacher Fest.

## Familie
Paul Camille Denis war der Sohn des Forstbeamten Pierre Denis (* 24. November 1752 in Saint-Christophe-en-Brionnais; † 22. Januar 1816 in Neustadt an der Weinstraße) und dessen Ehefrau Marie Anne Etienette († 1850 in Fontainebleau), geborene de Porte. Neben Paul Camille hatten sie noch drei weitere Kinder,
- Albert[3]
- Elise (blieb unverheiratet)[4]
- Jules (* 13. Juni 1813 in Mainz)[5]

Die Familie zog wohl 1799 in das linksrheinische, von Frankreich 1797 annektierte Gebiet, wo der Vater, Pierre Denis, der sein französisches Gut verpachtet hatte, Forstinspektor des Département du Mont-Tonnerre wurde. Er leitete die Forstoberinspektion in Mainz, eine von zwei Oberinspektionen für das linksrheinische, annektierte Gebiet. Auch die Familie zog nach Mainz, wo sie erstmals 1801 nachweisbar ist. Pierre Denis erwarb bei der Versteigerung von Gütern aus ehemals kirchlichem und adeligen Besitz die Ortschaft Wooghaus in der Gemeinde Neuhofen und verkaufte seine Güter in Frankreich. 1810 wurde Pierre Denis Stadtrat in Mainz.
Paul Camille Denis heiratete 1821 Henriette Reine Vauterau († 1868 in München), Tochter eines Domäneninspektors in Saarbrücken. Die Ehe blieb kinderlos.

## Ausbildung
Paul Camille Denis besuchte in Mainz Volksschule und Gymnasium bis 1813. Anschließend ging er auf das Lycée Louis-le-Grand in Paris. 1814/15 studierte er an der Pariser Polytechnischen Schule, wo zu seinen Lehrern unter anderem André-Marie Ampère gehörte. Nachdem in der Restauration die Schule 1816 geschlossen worden war, kehrte er zu seiner Familie in die inzwischen Bayerische Pfalz zurück.

## Karriere

### Anfänge
Paul Camille Denis begann zum 15. Juni 1816 als Praktikant bei der staatlichen Bauverwaltung, die soeben, zum 30. April 1816, königlich bayerisch geworden war. Zunächst war er „Baukondukteur“ in Germersheim. Die insgesamt acht Baukondukteure, die in der Pfalz (Bayern) damals tätig waren, beschäftigten sich hauptsächlich mit Straßenbau und dem Wasserbau am Rhein. Zum 17. April 1818 wurde er von König Maximilian I. zum „Inspections-Ingenieur“ (Bauinspektor) in Kaiserslautern ernannt. Es gab damals zwei Bauinspektoren in der Bayerischen Pfalz. Denis blieb bis Ende 1822 in Kaiserslautern, wo unter anderem das Zentralgefängnis und das Pfarrhaus von St. Martin von ihm gebaut wurden. Dann wurde er nach Speyer versetzt, zum 24. Oktober 1826 nach Zweibrücken und erhielt dort eine Ingenieurstelle erster Klasse. Schwerpunkt seiner Tätigkeit war der Straßenbau.

### Eisenbahnbau

#### Erkundungen
Das Engagement Paul Camille Denis‘ für die Eisenbahn begann mit einer Studienreise, die er 1832 antrat. Er besuchte dabei Belgien, England und die USA, alles Länder, in denen damals bereits Eisenbahnen mit Dampflokomotiven betrieben oder, wie in Belgien, gerade gebaut wurden. In England traf er auch George Stephenson. Im Herbst 1832 traf er in New York ein, wo er Kanalbauten und Eisenbahnen besichtigte. Das führte ihn in der damals in Deutschland – und gerade in Bayern – heftig diskutierten Frage „Kanal oder Eisenbahn“ zur eindeutigen Stellungnahme zu Gunsten des neuen Verkehrsmittels. 1833 fuhr er nach England zurück, verlängerte seinen Urlaub noch einmal und kehrte im März 1834 in den bayerischen Staatsdienst zurück. Er wurde zum technischen Ministerialkommissar ernannt mit dem Auftrag, den Entwurf zum Bau des Ludwig-Donau-Main-Kanal zu prüfen. In das Bauprojekt stieg er jedoch nicht ein, da er – wie sich später herausstellte: zu Recht – davon ausging, dass es zu etwa 50 % unterfinanziert war.

#### Nürnberg–Fürth

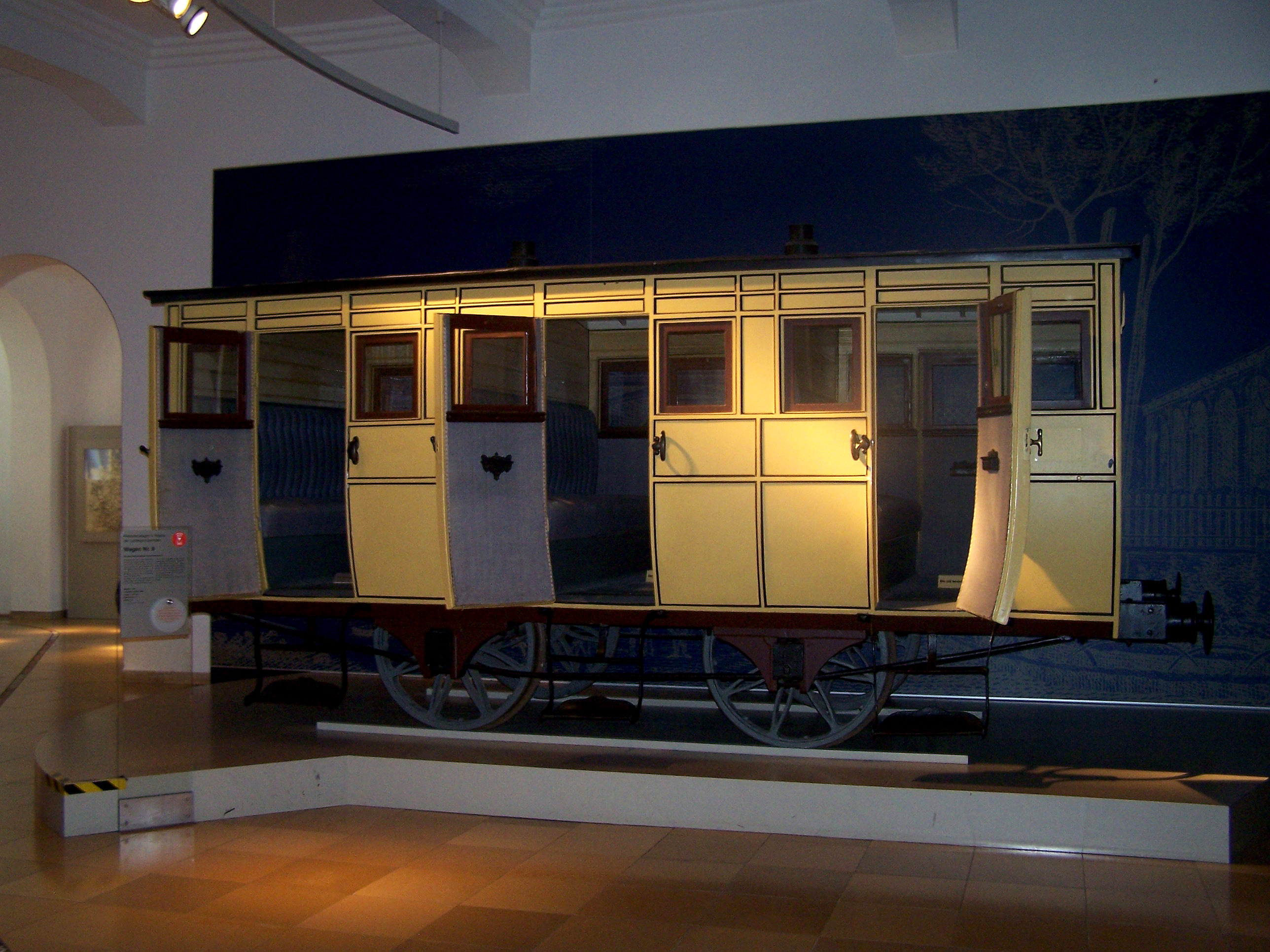
Einzig erhaltener Personenwagen aus dem Ursprungsbestand der Ludwigseisenbahn, der unter Leitung von Denis entstand.

Die Ludwigs-Eisenbahn-Gesellschaft hatte eigentlich einen englischen Ingenieur für ihr Projekt einer Eisenbahn von Nürnberg nach Fürth gesucht. Eine englische Fachkraft erwies sich aber als sehr teuer. Entsprechende Verhandlungen mit George Stephenson schlugen fehl. Der Direktor der Ludwigs-Eisenbahn-Gesellschaft, Georg Zacharias Platner, wurde in einem Briefwechsel mit dem Hofbaudirektor Leo von Klenze von letzterem auf Denis aufmerksam gemacht und konnte auch bewirken, dass dieser für das Projekt staatlicherseits, wenn auch zögerlich, für nur kurze Zeiträume, aber wiederholt, freigestellt wurde. Zwischenzeitlich wurde Denis am 12. März 1835 zum Bezirksingenieur der Bauinspektion München, Bezirk I, ernannt. Er konnte die Bauaufgabe vollenden und an der Einweihung am 7. Dezember 1835 teilnehmen, musste dann aber sofort nach München zurückkehren, um seine dortigen Aufgaben wieder wahrzunehmen. Im Dezember 1836 wurde er mit der Leitung der Bauinspektion München, Bezirk II, beauftragt.

#### Folgeprojekte

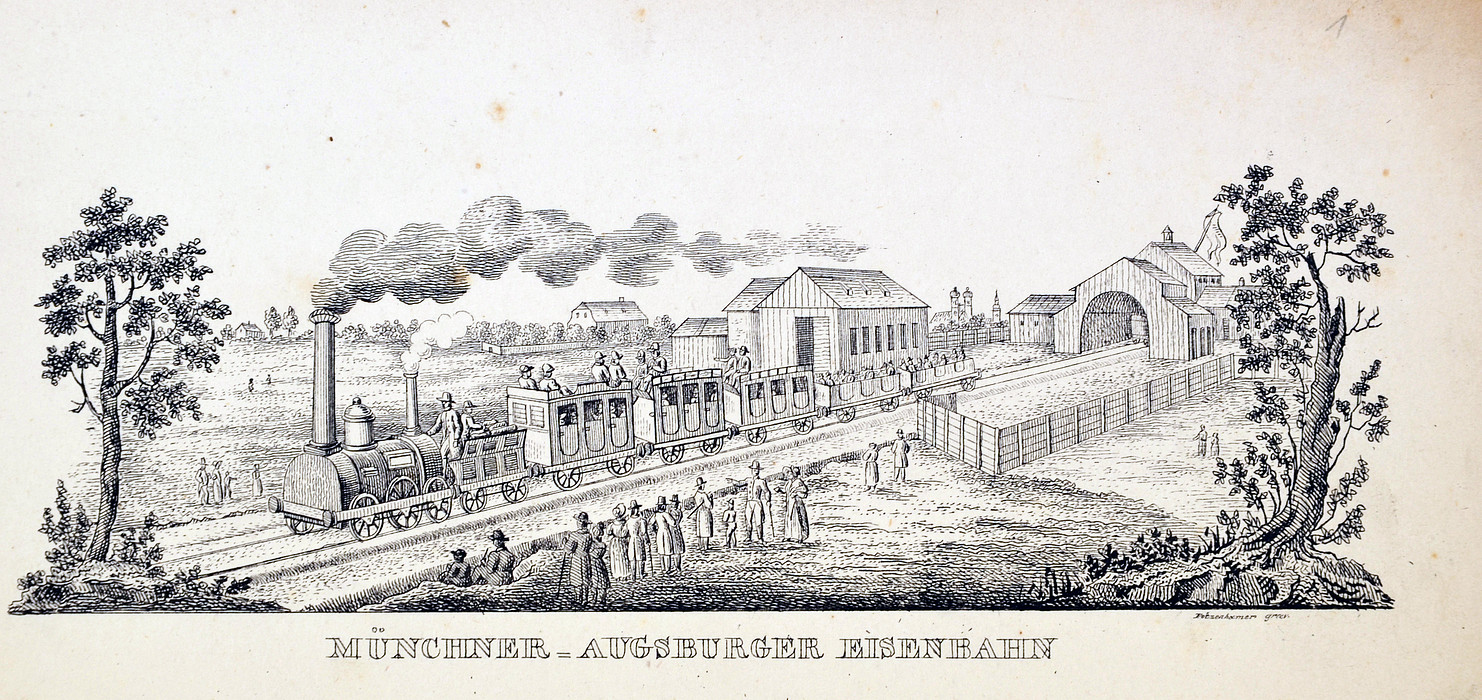
München-Augsburger Eisenbahn, um 1840

Bahnhof Kastel: Am 13. April 1840 durchfährt den Bahnhof der erste Zug der Taunus-Eisenbahn nach Wiesbaden

Denis nahm sich nun zwei Monate Urlaub, um die neuesten Entwicklungen im Eisenbahnwesen in England und Frankreich zu studieren. Am 24. Juni 1836 wurde Denis von der München-Augsburger Eisenbahn-Gesellschaft mit der Vorplanung für deren Stammstrecke beauftragt. Die Ausführung erfolgte dann zwar bis 1840 nach seiner Planung, er war daran aber nicht mehr beteiligt, weil es diesbezüglich zu keinem Vertrag zwischen der ausführenden Gesellschaft und ihm kam. Darüber hinaus hatte er andere, interessante Angebote erhalten. Dazu zählte die Taunus-Eisenbahn von Frankfurt nach Wiesbaden, deren Bau er bis 1840 betreute.

#### Eisenbahnen in der Pfalz

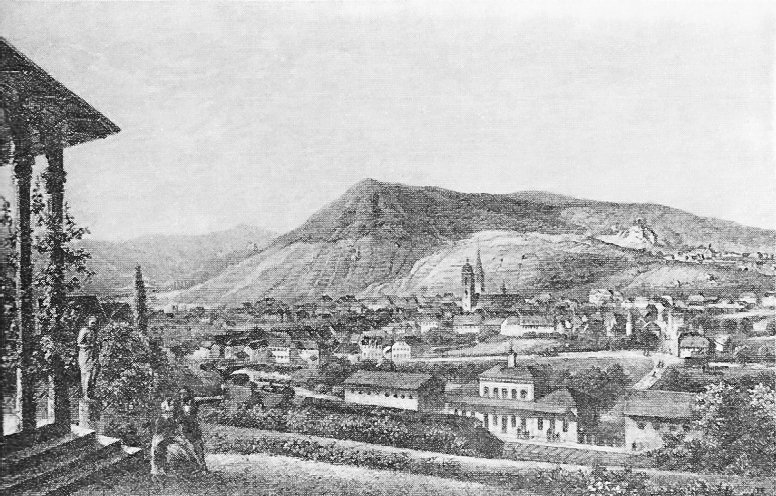
Erster Bahnhof von Neustadt an der Weinstraße an der Pfälzischen Ludwigsbahn im Mittelgrund

Die bayerische Regierung erkannte diese Erfolge an, und Denis strebte in die Pfalz zurück, wo die Stelle des Kreisbaurates in Speyer frei geworden war. Er bewarb sich darauf, wurde angenommen, übernahm die Stelle Ende Oktober 1840 provisorisch und zum 1. März 1841 endgültig. Dort beschäftigte er sich vor allem mit Straßenbau. Noch im gleichen Jahr wurde er in die königliche Eisenbahn-Baukommission berufen, die den Bau der bayerischen Hauptstrecken als Staatsbahnen vorbereiten sollte, der
- Ludwig-Süd-Nord-Bahn von Lindau über Augsburg und Bamberg nach Hof und
- Ludwigs-Westbahn von Bamberg nach Aschaffenburg.

Denis war dort zusammen mit Friedrich August von Pauli und Franz Joseph Dürig unter der Aufsicht des Geheimen Oberbaudirektors Leo von Klenze für den gesamten Staatsbahnbau in Bayern verantwortlich. Aber schon ein Jahr später kehrte er in die Pfalz zurück. Die Gründe dafür sind nicht ganz klar. Es war wohl zu Meinungsverschiedenheiten in der Verwaltung gekommen, bei denen er sich nicht durchsetzen konnte. 1843 plante er die Köln-Bonner Eisenbahn.
In der Pfalz hatte sich mittlerweile die Pfälzische Ludwigsbahn-Gesellschaft gegründet. Sie erteilte Denis am 25. April 1844 den Auftrag, die Planung für die Stammstrecke aus den Jahren 1838/1839 zu überprüfen. Diese Stammstrecke führte von Ludwigshafen am Rhein nach Bexbach, dem Grenzbahnhof zu Preußen, mit dem Fernziel einer Verbindung nach Paris. Es ist der Mittelteil der heutigen Bahnstrecke Mannheim–Saarbrücken. Dies war die erste Bahnstrecke in Deutschland, die ein Gebirge, den Pfälzerwald, überquerte. Allein zwischen Neustadt und Hochspeyer waren 12 Tunnel und 15 Brücken erforderlich. Denis legte seinen Bericht am 6. August 1844 vor und schlug vor, den Bahndamm in seiner Breite gleich für ein zweites Streckengleis zu errichten, das dann später verlegt werden könne, und stärkere Lokomotiven einzusetzen, als ursprünglich geplant, um schwerere Züge befördern zu können. Denis erhielt die Bauaufgabe am 23. September 1844 übertragen. Am gleichen Tag wurde ein Direktorium für die Eisenbahn eingerichtet, dem Denis als Baudirektor angehörte. Er war dabei sowohl für den Bau der Eisenbahninfrastruktur als auch für die Beschaffung der Fahrzeuge zuständig. Durch Ausschreibungen und strikte Aufsicht über die Baustellen gelang es ihm, Zeit- und Kostenpläne einzuhalten. Während er mit dem Bau der Pfälzischen Ludwigsbahn beschäftigt war, versuchte die sächsische Regierung, ihn für den Bau der Bahnstrecke Leipzig–Hof zu gewinnen, was aber die bayerische Verwaltung blockierte, da er für den Bahnbau in der Pfalz gebraucht wurde. Auch eine „Oberaufsicht“ über den Bau der Bahnstrecke Frankfurt–Hanau verzeichnen die Akten.
Paul Camille Denis errichtete sich zeitgleich mit dem Bahnbau 1845 bis 1849 als Landsitz die Villa Denis am Fuß der Ruine der Burg Diemerstein in Diemerstein, die ihm die Ludwigsbahn-Gesellschaft geschenkt hatte. Das Anwesen liegt einen knappen Kilometer vom Bahnhof Frankenstein (Pfalz) entfernt. Als er die Pfalz 1856 verließ, um die Leitung der Bayerischen Ostbahn zu übernehmen, verkaufte er das Anwesen an den Mannheimer Bankier Ladenburg, einen der Großaktionäre der Pfalzbahn-Gesellschaft, der das Anwesen als Sommersitz nutzte.
Am 25. August 1849 wurde die Pfälzische Ludwigsbahn dem Verkehr übergeben. Daraufhin wählte der Verwaltungsrat der Gesellschaft Denis am 10. Oktober 1849 zum Betriebsdirektor und dieser trat im folgenden Jahr aus dem Staatsdienst aus. In der Folgezeit baute er weitere Bahnstrecken für die Pfälzische Ludwigsbahn:
- Ludwigshafen–Worms und
- Homburg–Zweibrücken.

Weiterhin baute er die Bahnstrecke Neustadt–Weißenburg für die Pfälzische Maximiliansbahn-Gesellschaft.
Darüber hinaus plante er die Bahnstrecken
- Speyer–Lauterburg, heute Bestandteil der Strecken Schifferstadt–Wörth und Wörth–Straßburg.
- Unklar ist eine Beteiligung an der Hessischen Ludwigsbahn von Mainz nach Worms, heute Teil der Bahnstrecke Mainz–Mannheim.

#### Bayerische Ostbahn

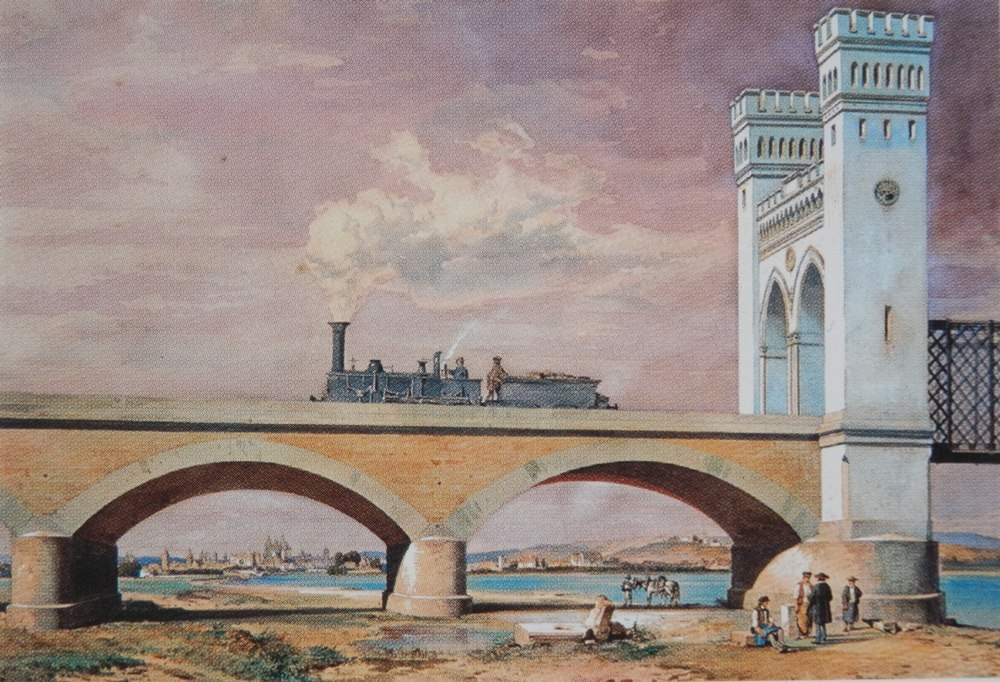
Donaubrücke der Bayerischen Ostbahn bei Regensburg 1859

Die bayerische Regierung sah in Denis inzwischen den Eisenbahnexperten. Auf Einladung des bayerischen Handels- (und Eisenbahn-) Ministers bereiste er sämtliche Staatsbahnen Deutschlands um daraus Empfehlungen für die Bayerischen Staatsbahnen abzuleiten. Schließlich wurde er am 18. Juli 1856 zum Direktor der Actiengesellschaft der bayerischen Ostbahnen ernannt, die mit einem Kapital von 60 Mio. Gulden ausgestattet war und den bisher nahezu eisenbahnfreien Raum Nordostbayerns an die Welt anzuschließen sollte. Erstes Projekt der 1856 neu gegründeten Gesellschaft war die Verbindung Nürnberg–Amberg–Regensburg–Geiselhöring–Landshut–München (heute: Bahnstrecke Nürnberg–Irrenlohe und Teilstücke der Strecken Regensburg–Weiden, München–Regensburg und Passau–Obertraubling). Von den Pfälzischen Eisenbahnen wurde er dafür auf unbestimmte Zeit beurlaubt.
Den Bau der ersten Ostbahnstrecke bewältigte Denis erneut mit Bravour: Statt in sieben Jahren, schaffte er den Bau in fünf, verausgabte dafür 55 Mio. Gulden und unterschritt die veranschlagte Bausumme um 16,5 Mio. Gulden. Die Ostbahngesellschaft stellte ihn daraufhin sofort als Betriebsdirektor ein. Ab 1862 baute sie aus den Ersparnissen die Strecke Schwandorf–Bayreuth–Eger. Schwandorf–Bayreuth schaffte Denis in einem Jahr und blieb erneut, diesmal mit 4,5 Mio. Gulden, unter dem Kostenvoranschlag. Diese Bauprojekte funktionierten auch deshalb so hervorragend, weil Denis es verstand, Fachkräfte und Arbeiter an sich und die Vorhaben zu binden. Beim Bahnbau errichtete er auch immer Arbeiterunterkünfte und sah ausreichend Wohnraum für das Betriebspersonal vor. Auch richtete er eine Pensionskasse, eine Krankenkasse und einen bahnärztlichen Dienst ein.
Ebenfalls 1862 wurde Paul Camille von Denis vom bayerischen Handels- (und Eisenbahn-) Minister zum Vorsitzenden der Planungskommission für die Rheinbrücke Mannheim–Ludwigshafen ernannt.
Am 23. August 1866 schied Denis – auf eigenen Wunsch, er war inzwischen 71 Jahre alt – aus dem aktiven Staatsdienst aus. Ein Jahr später legte er auch den Direktorenposten bei der Bayerischen Ostbahn nieder.

#### Weiter wissenswert
Bei allen von ihm errichteten oder geplanten zweigleisigen Bahnstrecken setzte er konsequent den Rechtsverkehr durch. Dem schlossen sich in Deutschland alle Eisenbahnen an. Er gilt damit als „Erfinder“ des Rechtsverkehrs der Eisenbahn in Deutschland.
Weiter führte er bei seinen Projekten die Stahlschiene mit flacher Sohle ein, die sich bei der Eisenbahn europaweit, schließlich weltweit durchsetzte.

## Politisches Engagement
In Zweibrücken, wo er ab 1826 tätig war, begegnete er den Vertretern der bürgerlichen Opposition um Friedrich Schüler und Christian Culmann (1795–1837), die er beide zuvor schon gut kannte und die Trauzeugen bei seiner Hochzeit waren. Zu diesem Kreis zählten Johann Georg August Wirth, Joseph Savoye und Ferdinand Geib.
Der Anfang 1832 gegründete „Deutsche Preß- und Vaterlandsverein“ der Demokraten hatte in dem vermögenden Paul Camille Denis einen seiner Hauptfinanziers. In seinen Personalakten wird sein Vermögen für dieses Jahr mit 300.000 Gulden angegeben. Als im August 1832 der Sekretär des „Preß- und Vaterlandsvereins“, Georg Eifler, verhaftet wird, bietet Paul Camille Denis 10.000 Gulden für die Kaution an, 1848 macht ihn Denis zum Bahnhofsvorstand von Neustadt. Dessen Nachfolger als Bahnhofsvorsteher wird 1853 Friedrich Hermann Moré, der ebenfalls im „Preß- und Vaterlandsvereins“, in Grünstadt, tätig war.
Paul Camille Denis wird mehrfach in den Pfälzischen Landrat gewählt, wo er zu den Liberalen zählte. Wie der gesamte Landrat nahm auch Paul Camille Denis am – von der bayerischen Regierung verbotenen – Hambacher Fest teil. Er begab sich zu seiner Sicherheit anschließend zunächst nach Frankreich, unterzeichnete dann aber am 1. August 1832 den „Kaiserslauterer Protest“ gegen die polizeistaatlichen Bundesbeschlüsse vom 28. Juni 1832. Dies führte zu einer Anklage gegen Denis wegen „Verunglimpfung der höchsten Staatsbehörden“ und dem Versuch, ihn nach Rosenheim in den Isarkreis zu versetzen. Paul Camille Denis reagierte, indem er am 7. November 1832 unbezahlten Urlaub für eine „technische Bildungsreise“ nach England und in die USA beantragte und auch erhielt. In dem Strafprozess wegen „Verunglimpfung der höchsten Staatsbehörden“ wurde er im April 1834 frei gesprochen.
Seine Wahl in die Kammer der Abgeordneten der Bayerischen Ständeversammlung verhinderte die bayerische Regierung, indem sie ihm den dazu erforderlichen Urlaub verweigerte.
In der Deutschen Revolution 1848/1849 engagierte sich Denis nicht mehr aktiv, sympathisierte aber mit deren Zielen. Auch half er Freunden, die durch die Revolution beruflich zu scheitern drohten, mit Stellen bei der Bahn oder im Bahnbau.
Als 1849 die Direktion der Pfälzischen Ludwigsbahn nach Ludwigshafen verlegt wurde, zogen auch Denis und seine Frau dorthin. Es wird berichtet, dass Paul von Denis sich dort als Vorstand der örtlichen Kirchenverwaltung („Fabrikationspräsident“) in der römisch-katholischen St. Ludwig-Gemeinde engagierte. Vermutlich liegt hier aber eine Verwechslung mit seinem Stellvertreter und Nachfolger in der Direktion der Pfälzischen Ludwigsbahn vor, Albert von Jäger (1814–1887).

## Ruhestand und Tod
Insgesamt hat Denis etwa 1.000 km Eisenbahnstrecken gebaut. Nachdem er seine beruflichen Funktionen in den Jahren 1866 und 1867 aufgegeben hatte, starb 1868 seine Frau. Bereits zuvor hatte er seine Rückkehr in die Pfalz vorbereitet, wo er zahlreiche Freundschaften und persönlichen Kontakte unterhielt. In Dürkheim erwarb er zwei zentral gelegene Grundstücke, ließ das auf einem der Grundstücke stehenden Gebäude abreißen und 1868 die heutige Villa Denis errichten. Hier verbrachte er die Sommer, während er im Winter in Straßburg bei Verwandten lebte.
Paul Camille Denis verstarb 1872. Beigesetzt wurde er an der Seite seiner Frau auf dem St.-Helenen-Friedhof in Schiltigheim bei Straßburg. Im Dezember 1960 legte der damalige Präsident der Deutschen Bundesbahn, Heinz Maria Oeftering, am Grab von Paul Camille Denis einen Kranz nieder. Die Bundesbahndirektion Karlsruhe kümmerte sich zumindest bis in die 1980er Jahre um die Grabpflege.

## Ehrungen

### Titel und Orden
- 1852: Ritterkreuz des Verdienstordens der Bayerischen Krone, dadurch Erhebung in den Personaladel als Ritter von Denis[58]
- 1852: Kreuz der französischen Ehrenlegion anlässlich der Eröffnung der Bahnstrecke Paris–Strasbourg.[59][Anm. 6]
- 6. Oktober 1852: Verdienstorden Philipps des Großmütigen (Ritter).[60]
- 1853: Preußischer Roter Adlerorden III. Klasse.[61]
- 1858: Ernennung zum Königlich Bayerischen Oberbaurat mit Rang und Titel.[62]
- 1860: Komturkreuz des bayerischen Verdienstordens vom Heiligen Michael.[63]

### Lokomotiven
- Eine der ersten pfälzischen Lokomotiven trug seinen Namen. Es war die mit der Betriebsnummer 3 der Pfälzischen Ludwigsbahn, eine 1847 bei Emil Keßler unter der Fabriknummer 72 in der Maschinenbau-Gesellschaft Karlsruhe gebaute Personenzuglokomotive 1A1.[64] 1847 wurde sie „DENIS“ benannt, 1852, nachdem Denis nobilitiert worden war, in „v. DENIS“ umbenannt.[65] Sie wurde 1879 ausgemustert.[66]
- Daraufhin erhielt 1880 eine weitere Lokomotive den Namen „v. Denis“. Diese Personenzuglokomotive, eine 1Bn2, wurde bei Maffei in München unter der Fabriknummer 1218 gefertigt und am 2. September 1922 ausgemustert.[67]

### Denkmäler
- Die Pfälzische Ludwigsbahn-Gesellschaft widmete ihm eine Inschrift am Westportal des letzten Tunnels vor Kaiserslautern, dem Heiligenberg-Tunnel.[68]
- Zum 150-jährigen Jubiläum der deutschen Eisenbahn ehrte der Verband Deutscher Eisenbahn-Ingenieure ihn 1985 mit einer Gedenkplakette im Oberbausaal des Verkehrsmuseums Nürnberg.[69]

### Straßen

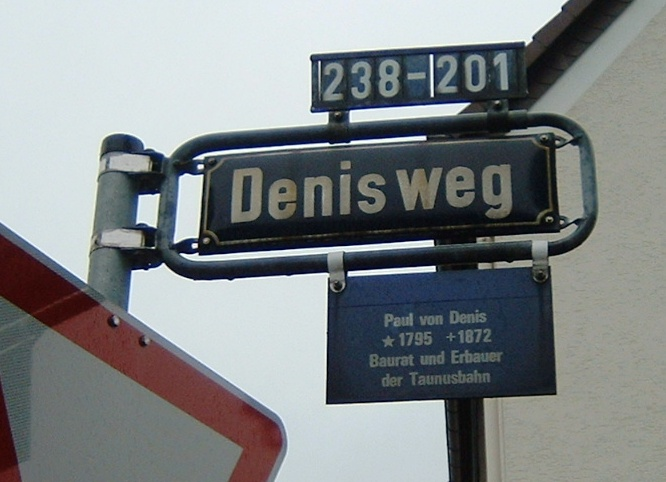
Straßenname in Frankfurt a. M.

- Berlin-Staaken benannte 1965 in der neu angelegten Siedlung „Neues Heim“ nördlich der Lehrter Eisenbahn zu seinen Ehren die Deniszeile.
- Frankfurt am Main benannte ihm zu Ehren den Denisweg, eine mehrere Kilometer lange Straße am südlichen Rand der Trasse der Taunus-Eisenbahn von Frankfurt-Gallus im Osten über Frankfurt-Griesheim bis zum Stadtteil Frankfurt-Nied im Westen.[70]
- Kaiserslautern benannte die Denisstraße im Stadtteil Kaiserslautern-West nach ihm, die parallel zu der von Denis erbauten Bahnstrecke verläuft.
- In Landau in der Pfalz ist die Paul-von-Denis-Straße von der Kernstadt zur Südstadt entlang der von ihm erbauten Bahnstrecke Neustadt-Wissembourg (Maximiliansbahn) nach ihm benannt.
- In Ludwigshafen am Rhein ist eine recht kurze Straße nach ihm benannt, sie liegt nördlich des ehemaligen Hauptbahnhofs im Stadtteil Hemshof: die Denisstraße.
- In Mainz gibt es die nach ihm benannte Paul-Denis-Straße im Stadtteil Hartenberg-Münchfeld.
- München hat in der Maxvorstadt seit 1914 eine Denisstraße.
- Nürnberg benannte eine parallel zur ehemaligen Strecke der Ludwigseisenbahn verlaufende Wohnstraße im Stadtteil Bärenschanze nach ihm.
- Schwandorf in der Oberpfalz widmete ihm zu Ehren die Paul-von-Denis-Straße im Zentrum der Stadt.

### Einrichtungen
- Das Paul-von-Denis Schulzentrum in Schifferstadt wurde nach ihm benannt.